# Duomo di Muggia
La chiesa dei Santi Giovanni e Paolo è il principale luogo di culto cattolico di Muggia, in provincia di Trieste, sede dell'omonima parrocchia appartenente alla diocesi di Trieste.

## Storia
Il Duomo dedicato ai Santi Giovanni e Paolo: la chiesa, costruita sui resti di un edificio sacro precedente a tre absidi, venne consacrata dal Vescovo di Trieste Arlongo dei Visgoni il 29 dicembre 1263. L'edificio d'impianto romanico venne arricchito, alla metà del XV secolo, con il rivestimento della facciata in lastre di pietra bianca; si creò così un prezioso esempio di stile gotico-veneziano. La chiesa subì un totale rimaneggiamento tra il 1444 ed il 1467. Nel 1865 la facciata, fuori piombo, fu rifatta dal rosone in su e abbassata di mezzo metro. Il coro fu allungato nel 1873 e nel 1877 fu consacrato un nuovo altare maggiore.

## Descrizione

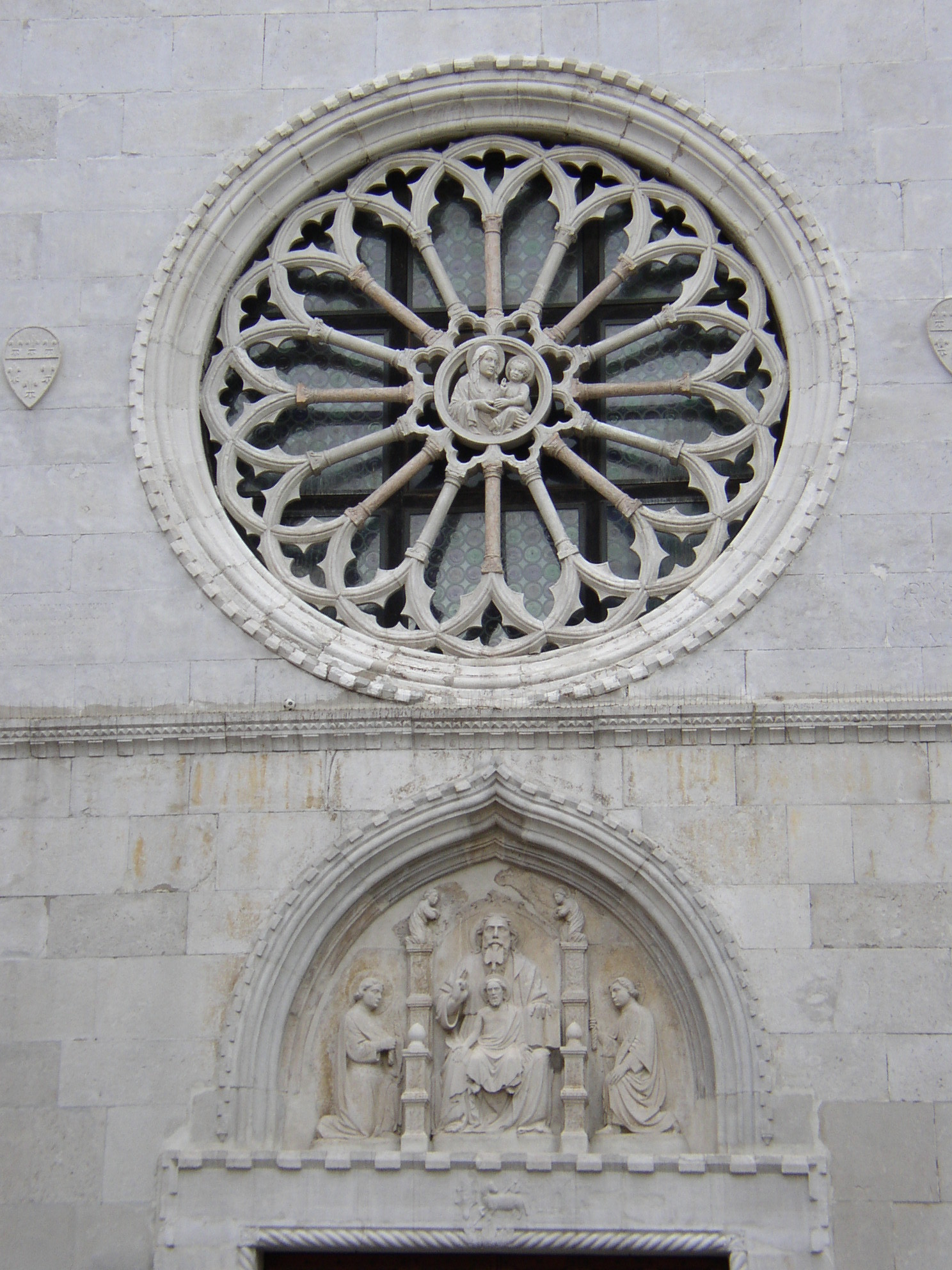
Lunetta del portale e rosone

### Facciata
La facciata è in pietra bianca con rilievi nella lunetta del portale; domina il tutto un imponente rosone in tipico stile gotico. La parte superiore ha la forma di tribolo. Lo stesso motivo è presente negli archetti del rosone, nelle bifore dei finestroni e nelle due finestre scoperte nel 1937 sotto le malte sul fianco. La facciata porta nella parte superiore un magnifico rosone con al centro l'immagine della Madonna con il Bambino contornato da tre epigrafi. Quella di sinistra ricorda l'impegnativo restauro del 1865, quella sopra l'inizio dei lavori della facciata sotto il Vescovo Nicolò (appartenente forse alla famiglia degli Aldegardi) mentre quella di destra menziona il podestà Pietro Dandolo (1466-1467), che seguì il completamento dell'opera. Nella parte bassa, due eleganti e slanciate finestre gotiche affiancano il portale, cui è sovrapposto una lunetta ad arco inflesso, nel cui interno è situata in alto rilievo un'originale rappresentazione la Santissima Trinità adorata dai Santi Giovanni e Paolo.

### Interno

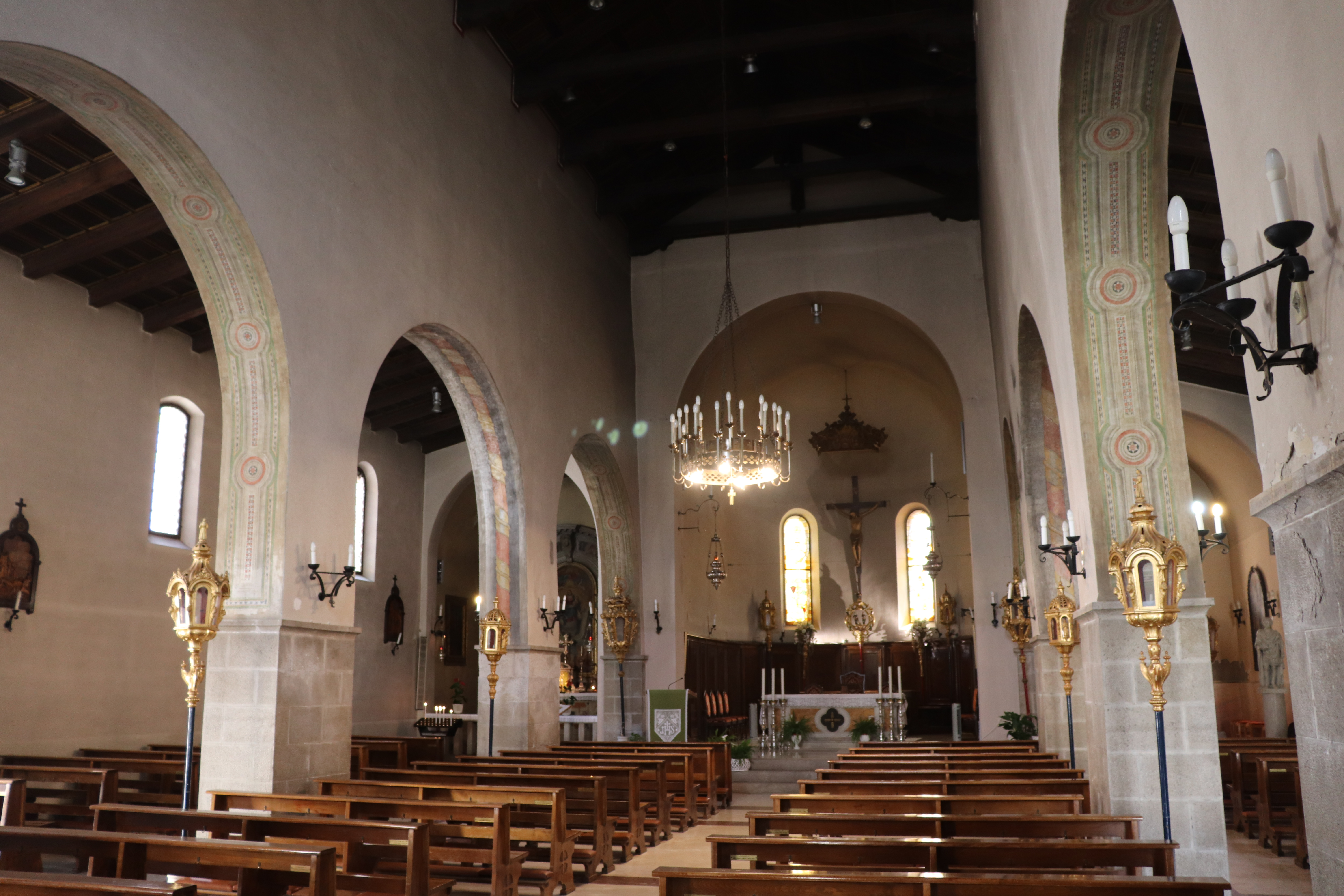
L'interno

L'interno, diviso in tre navate, è stato riportato all'essenzialità alla fine degli anni 1930, dopo i consolidamenti, i restauri e l'asportazione degli altari barocchi laterali. Si può osservare un frammento dell'eccezionale affresco del XIV secolo, che in antico occupava la navata centrale. Lungo le pareti alcuni dei fanali processionali dei secoli XVIII e XIX appartenenti alle antiche confraternite.
Sulla cantoria in controfacciata si trova l'organo a canne Mascioni opus 939, costruito nel 1971; a trasmissione mista (meccanica per i manuali e il pedale, elettrica per i registri),inoltre dispone di 16 registri sue due manuali e pedale. Restaurato e ampliato a 18 registri nel 1991.

### Campanile
Il campanile è costituito da una base quadrata, sul quale si erge l'edificio per una altezza di 35 metri. È diviso in 4 piani, abbelliti da cornici di trachite euganea, mentre l'ultimo è abbellito da delle bifore. Con ogni probabilità la sua costruzione risale a ben prima dell'innalzamento del duomo, tanto che l'attuale orologio è presente fin dal lontano Trecento.
Parroci e amministratori parrocchiali:
- can.Pietro Buran (novembre 1811-giugno 1819);
- can. Giambattista Zaccaria (giugno 1819- gennaio 1820), amministratore parrocchiale;
- Floriano Ubaldini (gennaio 1820-marzo 1835), amministratore parrocchiale;
- Giovanni Ubaldini (marzo 1835-maggio 1856), parroco;
- Pietro Degrassi (maggio-dicembre 1856), amministratore parrocchiale;
- Giuseppe Calice (dicembre 1856-dicembre 1859), parroco;
- Giovanni Maria Derossi (dicembre 1859-dicembre 1860), amministratore parrocchiale;
- Carlo Mecchia (dicembre 1860-settembre 1888), parroco;
- Clemente Seubla (settembre 1888-novembre 1889), parroco;
- Sebastiano Merlato (novembre 1889-aprile 1890), amministratore parrocchiale;
- Antonio Urbanaz (aprile 1890-maggio 1905), parroco;
- Teobaldo Beacco (maggio 1905-febbraio 1906) amministratore parrocchiale;
- Antonio Germek (febbraio 1906-febbraio 1912) amministratore parrocchiale;
- Giovanni Manega (febbraio-novembre 1912) amministratore parrocchiale;
- Giuseppe Ziac poi Ziani (novembre 1912-giugno 1928), amministratore parrocchiale;
- Mario Mizzan (giugno 1928-ottobre 1962) parroco;
- Giorgio Apollonio (giugno 1962- settembre 1996) parroco;
- Giorgio Petrarcheni (1 settembre 1996-10 ottobre 2010) parroco;
- Silvano Latin (10 ottobre 2010- settembre 2020) parroco;
- Andrea Destradi (6 settembre 2020-) parroco.